# Сръбската армия до навечерието на Сръбско-българската война
Сръбската армия до навечерието на Сръбско-българската война е Действуващата армия на Кралство Сърбия усилена с резервисти. Основен участник и победен в Сръбско-българската война (1885).

## Събската армия до навечерието на Сръбско-българската война

### Главно командване
- Главнокомандващ е крал Милан I.
- Началник-щаб – полковник Йован Петрович.

### Корпусна организация
- Нишавска армия
  - Командир-крал Милан I.
  - Началник-щаб – полковник Йован Петрович.
  - Началник на оперативното отделение-полковник Йован Атанацкович.
  - Началник на артилерията-полковник Антоний Богичевич.
  - Началник на инженерните войски-полковник Михайло Магдаленович.

Армията включва 4 дивизии: Моравска (полковник Петър Топалович), Дринска (полковник Йован Мишкович), Дунавска (генерал Милутин Йованович) и Шумадийска (полковник Банички); една конна бригада и два самостоятелни пехотни полка. Общ състав 505 офицера и 44 000 войника.
- Тимошка армия
  - Командир-генерал Милойко Лешанин.
  - Началник-щаб-полковник Радован Милетич.

Армията включва Тимошката дивизия (полковник Илия Джукнич), четири самостоятелни полка и два ескадрона. Общ състав 113 офицера и 14 878 войника.

### Въоръжение
Въоръжението е сравнително добро. Пехотата е снабдена с пушка „Кока Миланович“ (по патент на „Маузер“) с далекобойност до 2000 м., а кавалерията с карабина „Маузер“. Артилерията използва оръдие „Лахит“ и „Армстронг“. Въоръжението е овладяно от войниците.

### Тил
В навечерето на войната Кралство Сърбия заема площ 48 589 кв. км. Населението е 1 901 735 души. Стопанския профил на страната се характеризира с примитивно селско стопанство, което трудно снабдява армията във военно време.
Военното производство е в оръжейната фабрика в Крагуевац. Тук се произвежда пушката „Кока Миланович“ и боеприпаси. Снабдяването с боеприпаси е предвидено за кратка война. На пушка са предвидени 240 патрона, а на оръдие 300 снаряда. Снабдяването с униформи и снаряжение е на добро ниво и в достатъчни количества.
Телеграфното обслужване е недостатъчно. На 1000 кв. км има една телеграфна служба. Санитарното обслужване е неразвито.
Пътната и ж. п. мрежа е недостатъчно развита. Пътищата са с трошенокаменна настилка или коларски. При есенните военни действия са разкаляни и затрудняват движението и снабдяването. Единствената ж. п. линия в направлението към Княжество България е Белград-Ниш-Пирот. Използва се частично тъй като не е напълно завършена.
Територията на страната е разделена на пет дивизионни области. Всяка от тях формира по две дивизии. Несправедливия характер на войната силно затруднява мобилизацията. Запасните войници се явяват в частите си със значително закъснение, което силно пречи на планираното нападение с изненада.

### План на бойните действия
Стратегическия план е построен на внезапност и изненада. Разчита се на факта, че Българската армия е съсредоточена на българо-турската граница. Под влияние на пруската военна доктрина стратегическата цел е завземане на територията от сръбско-българската граница до река Искър. Така формулирана без да предвижда унищожаване на определена българска войскова групировка носи елементи на авантюризъм. Главните направления за действие са:
на Нишавската армия Ниш-Пирот-София, на Тимошката армия Зайчар-Видин.